# Internet Assigned Numbers Authority

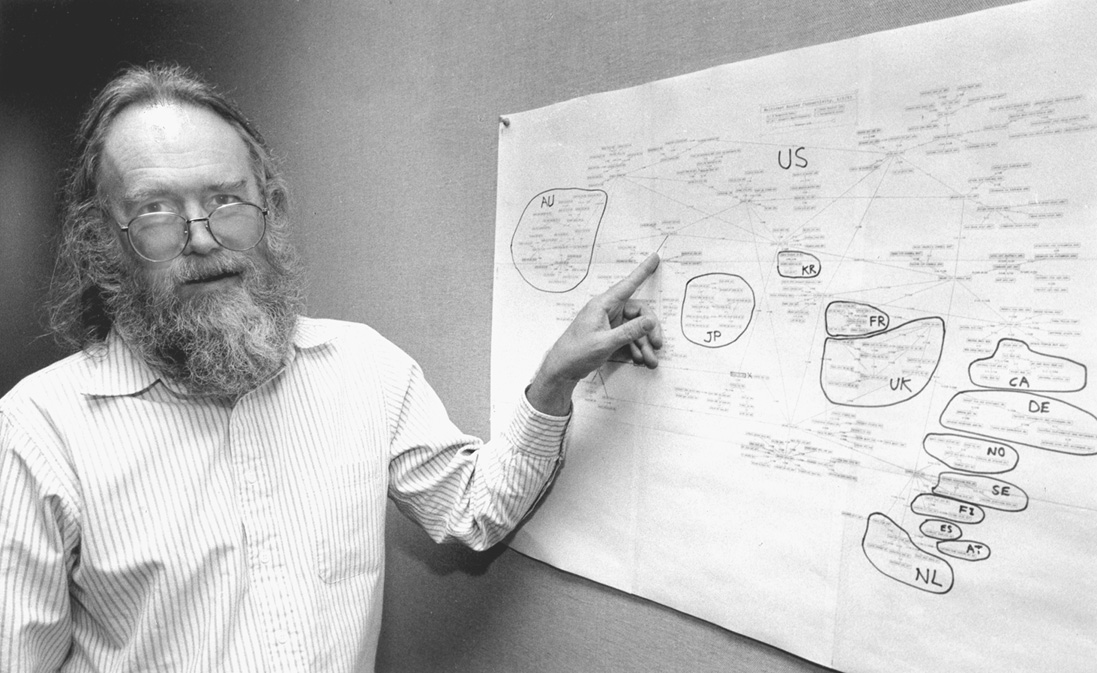
Jon Postel è considerato il padre di IANA

L'Internet Assigned Numbers Authority (IANA) è un organismo dell'ICANN. Grazie ad un accordo con il dipartimento del commercio degli Stati Uniti d'America, IANA ha la responsabilità nell'assegnazione degli indirizzi IP. In collaborazione con l'Internet Engineering Task Force mantiene un registro dei protocolli utilizzati su Internet.

## Informazioni generali
Lo IANA delega la gestione di blocchi di indirizzi IP ad enti locali denominati Regional Internet Registries (RIR). Ogni RIR assegna gli indirizzi per una specifica zona del mondo. I RIR a loro volta formano un ente chiamato Number Resource Organization il cui scopo è rappresentarne gli interessi nella definizione delle policy di assegnazione e gestione degli indirizzi.
Lo IANA delega la gestione degli indirizzi IPv4 ai RIR assegnando loro blocchi molto estesi di indirizzi (tipicamente una o più classi A). A loro volta i RIR, ognuno secondo le proprie politiche di assegnamento, attribuiscono blocchi più piccoli.
Solitamente ai Provider vengono assegnati interi blocchi di classe C per gestire le connessioni dei loro clienti, mentre all'utenza finale (piccole e medie imprese) vengono assegnati blocchi di IP molto più limitati.
Solo in casi eccezionali vengono assegnati intere classi B.
Al momento, esistono processi di delega anche per quel che riguarda l'assegnazione di blocchi IPv6, ma la richiesta non è ancora molto stringente considerando l'ampiezza dello spazio di indirizzamento IPv6.
Lo IANA è un'emanazione dell'ICANN (Internet Corporation for Assigned Names and Numbers). L'ICANN, nonostante le aperture degli ultimi anni, rimane un ente sotto il diretto controllo del Ministero del commercio degli Stati Uniti.
Il 28 gennaio del 2003 Il Dipartimento del Commercio degli Stati Uniti, attraverso l'acquisizione del National Oceanic and Atmospheric Administration ha garantito il controllo di ICANN su IANA fino al 2006.
Sebbene ci sia stato, da parte del Dipartimento del Commercio, un invito a presentare candidature alla gestione dello IANA da parte di enti esterni, la decisione sul futuro di questo punto chiave di Internet rimane nelle mani del Governo degli Stati Uniti.
Le relazioni che intercorrono tra l'ICANN e i ccTLD ed i RIR sono di tipo politico. Esistono, comunque, proposte per disaccoppiare le funzioni di IANA e ICANN con o senza il benestare del Governo degli Stati Uniti.

## IANA e whois.nic.it
IANA, pur essendo giuridicamente un registro pubblico, con il conseguente effetto che le informazioni in esso depositate sono condivise non solo ai meri diretti interessati dei domini, ma anche ai terzi (onde evitare appunto eccezioni da parte dei terzi), limita la sua competenza, delegando le informazioni degli altri domini ai refer e mettendo de facto in difficoltà gli utenti finali. Ad esempio il refer per i domini di primo livello .COM, .NET e .EDU è whois.verisign-grs.com. La pagina ufficiale online per il servizio whois di IANA attraverso web browser è www.iana.org/whois. L'elenco ufficiale IANA dei domini di primo livello (ad esempio .COM) ed i loro rispettivi refer è Root Zone Database. In aggiunta, nonostante lo scopo del suddetto registro e dei refer, non è certo che IANA e/o i refer condividano informazioni di contatto dei responsabili dei domini (i consulenti tecnici dei registrant ossia le persone giuridiche intestatarie del dominio) onde evitare eccezioni riguardo alla loro privacy. Difatti in alcuni scenari è possibile che IANA o i refer deleghino la condivisione delle informazioni di contatto dei responsabili dei registrant ai registrar, ad ulteriore discapito dell'individuazione dei responsabili del dominio ricercato dagli utenti finali. Inoltre, per quanto un dominio possa avere funzioni SMTP e nonostante le disposizioni RFC 5321 e RFC 822, non è certo che il responsabile del dominio abbia una casella email dedicata con local name (e case in-sensitive) postmaster.  
Ad ogni modo il comando whois da riga di comando consente di visualizzare le informazioni contenute nel registro di IANA (registro predefinito e corrispondente all'opzione -I). Per i domini di primo livello italiani il refer è whois.nic.it a cui si può inviare un'istanza attraverso l'opzione -h oppure, per ottenere maggiori informazioni, visitando il sito web-whois.nic.it  attraverso web browser.
Il refer non va confuso con il Registrar che è un fornitore di servizi Internet che ha un contratto con il Registro.  Il Registro non si occupa, infatti, di registrare direttamente domini per conto degli utenti finali.